# 2. Damenbundesliga 2012 (Football)
Die 2. Damenbundesliga 2012 war die fünfte Saison der zweithöchsten Spielklasse im American-Football in Deutschland für Frauen seit ihrer Neugründung.
Im Finale gewannen die Stuttgart Scorpions Sisters gegen die Wolfenbüttel Black Widows mit 36:0.

## Modus
Die Spiele werden mit 9 gegen 9 Spielerinnen ausgetragen (mindestens 5 an der LOS) und haben eine Dauer von 4 × 8 Minuten. Am Spieltag müssen die Teams mindestens jeweils 13 spielfähige Spielerinnen antreten lassen.
In der Saison 2012 treten insgesamt fünf Teams in zwei getrennten Gruppen an (zwei in Gruppe A, drei in Gruppe B). Jede dieser Gruppen trägt ein doppeltes Rundenturnier aus, wobei jedes Team einmal das Heimrecht genießt. Nach jeder Partie erhält die siegreiche Mannschaft zwei und die besiegte null Punkte. Bei einem Unentschieden erhält jede Mannschaft einen Punkt. Die Punkte des Gegners werden als Minuspunkte gerechnet. Nach Beendigung des Rundenturniers wird eine Rangliste ermittelt, bei der zunächst die Anzahl der erzielten Punkte entscheidend ist. Bei Punktgleichheit entscheidet der direkte Vergleich.
Nach den Rundenturnieren kämpfen die jeweils zwei bestplatzierten Mannschaften in zwei Play-off-Runden um das Aufstiegsrecht in die 1. Damenbundesliga (DBL).
In den Play-offs um den Aufstieg wird über Kreuz gespielt. Das heißt, der Gruppenerste spielt gegen den Zweiten der jeweils anderen Gruppe in einem Halbfinale. Entsprechend spielt der Gruppenzweite gegen den Ersten der jeweils anderen Gruppe. Hierbei genießen die Gruppenersten jeweils Heimrecht. Die siegreichen Teams treten im Finale gegeneinander an.

## Teams
In der Gruppe A haben die folgenden Teams am Ligabetrieb teilgenommen:
- Braunschweig Lady Lions (zurück aus Pausenjahr)

- Wolfenbüttel Black Widows

In der Gruppe B haben die folgenden Teams am Ligabetrieb teilgenommen:
- Heidelberg Nightmare (erstmalige Ligateilnahme)
- Holzgerlingen Twister Ladies (erstmalige Ligateilnahme)

- Stuttgart Scorpions Sisters

## Saisonverlauf
Die Saison 2012 begann am 22. April 2012 mit einem Eröffnungsspiel der Holzgerlingen Twister Ladies gegen die Stuttgart Scorpions Sisters. In diesem Jahr nahmen nur fünf Mannschaften an der DBL2 teil, weil die 1. Liga zuvor mit zwei weiteren Teams aus der 2. aufgestockt wurde. Außerdem mussten vor der Saison die Spandau Bulldogs Ladies, Hamburg Blue Devilyns und Dresden Diamonds den Spielbetrieb einstellen. Neu dabei waren zum ersten Mal die Holzgerlingen Twister Ladies und Heidelberg Nightmare, außerdem kehren die Braunschweig Lady Lions aus einem Pausenjahr zurück.
In der A-Gruppe werden die Wolfenbüttel Black Widows ungeschlagen zum vierten Mal in Folge Gruppensieger. Da die Heidelberg Nightmare die Saison nicht beendeten konnte, zog Wolfenbüttel direkt in das Finale. Gruppenzweite wurden die Braunschweig Lady Lions.
In Gruppe B gewinnen die Stuttgart Scorpions Sisters ohne einen zugelassenen Punkt und ohne eine Niederlage vor Heidelberg Nightmare. Das Halbfinalspiel gegen Braunschweig gewinnen die Stuttgarterinnen deutlich mit 66:0.
Das Finale fand am 15. September 2012 in Stuttgart statt. Ebenso deutlich wie das Halbfinalspiel gewann Stuttgart mit 36:0 gegen die Wolfenbüttel Black Widows und wurde damit Zweitligameister.

### Abschlusstabellen
| Gruppe A | Gruppe A                  | Gruppe A | Gruppe A | Gruppe A | Gruppe A | Gruppe A | Gruppe A |    | Gruppe B                     | Gruppe B | Gruppe B | Gruppe B | Gruppe B | Gruppe B | Gruppe B | Gruppe B |
| #        | Team                      | Punkte   | Sp       | S        | U        | N        | TD-Pkt.  | #  | Team                         | Punkte   | Sp       | S        | U        | N        | TD-Pkt.  |          |
| -------- | ------------------------- | -------- | -------- | -------- | -------- | -------- | -------- | -- | ---------------------------- | -------- | -------- | -------- | -------- | -------- | -------- | -------- |
| 1.       | Wolfenbüttel Black Widows | 4:0      | 2        | 2        | 0        | 0        | 54:12    | 1. | Stuttgart Scorpions Sisters  | 8:0      | 4        | 4        | 0        | 0        | 191:000  |          |
| 2.       | Braunschweig Lady Lions   | 0:4      | 2        | 0        | 0        | 2        | 12:54    | 2. | Heidelberg Nightmare         | 1:5      | 3        | 0        | 1        | 2        | 032:117  |          |
|          |                           |          |          |          |          |          |          | 3. | Holzgerlingen Twister Ladies | 1:5      | 3        | 0        | 1        | 2        | 032:138  |          |

Erläuterung: = Qualifikation für die Play-offs, Stand: 15. September 2012 (Saisonende)
- Tie-Break: Heidelberg vor Holzgerlingen aufgrund besserer Touchdown-Bilanz (Heidelberg: -85, Holzgerlingen: -103)

### Play-offs
|  | Halbfinale | Halbfinale                  | Halbfinale |  |  | Finale | Finale                      | Finale |
|  |            |                             |            |  |  |        |                             |        |
|  |            |                             |            |  |  |        |                             |        |
|  | A1         | Wolfenbüttel Black Widows   |            |  |  |        |                             |        |
|  | B2         | Heidelberg Nightmare        |            |  |  |        |                             |        |
|  |            |                             |            |  |  | B1     | Stuttgart Scorpions Sisters | 36     |
|  |            |                             |            |  |  | A1     | Wolfenbüttel Black Widows   | 0      |
|  | B1         | Stuttgart Scorpions Sisters | 66         |  |  |        |                             |        |
|  | A2         | Braunschweig Lady Lions     | 0          |  |  |        |                             |        |
|  |            |                             |            |  |  |        |                             |        |

|                                     |                      |  | Halbfinale                  |                          |                         |  |               |
|                                     | Stuttgart 14.07.2012 |  | Stuttgart Scorpions Sisters | \| \| 66 : 0 \| \| \| \| | Braunschweig Lady Lions |  | 100 Zuschauer |
| (18:0, 22:0, –:–, –:–) Spielbericht | Stuttgart 14.07.2012 |  | Stuttgart Scorpions Sisters |                          | Braunschweig Lady Lions |  | 100 Zuschauer |
|                                     | 66 : 0               |  |                             |                          |                         |  |               |
|                                     |                      |  |                             |                          |                         |  |               |

|  |                      |  | Finale                      |                          |                           |  |  |
|  | Stuttgart 15.09.2012 |  | Stuttgart Scorpions Sisters | \| \| 36 : 0 \| \| \| \| | Wolfenbüttel Black Widows |  |  |
|  | Stuttgart 15.09.2012 |  | Stuttgart Scorpions Sisters |                          | Wolfenbüttel Black Widows |  |  |
|  | 36 : 0               |  |                             |                          |                           |  |  |
|  |                      |  |                             |                          |                           |  |  |